# Polaruschakov polaris
Polaruschakov polaris  (лат.) — вид морских многощетинковых червей семейства Polynoidae из отряда Phyllodocida. Первоначально был описан советским зоологом П. В. Ушаковым в составе рода Macellicephala, а позднее Мэриан Петтибон (Marian H. Pettibone) включила его в род Polaruschakov Pettibone, 1976.

## Распространение
Глубоководный батипелагический арктический вид. Моря Северного полушария: к северу от Канадских арктических островов и к северу от острова Врангеля. Polaruschakov polaris встречается на больших глубинах — от 730 до 2245 м.

## Описание
Длина тела до 16 мм. Тело состоит из 25 сегментов. От близкого рода Macellicephala отличается, главным образом, числом сегментов и отсутствием медиального щупальца. Пальпы гладкие, удлинённые. Спину прикрывает 9 пар элитр; параподии вытянутые; неврохеты прозрачные, плоские и длинные. Многочисленные нотохеты зазубренные по всей длине. Спинные усики тонкие, по длине превосходят ширину тела. На простомиуме одна пара антенн и глаза на омматофорах. Перистомальные усики с циррофорами. Простомиум разделён медиальным желобком на две части. Параподии двуветвистые. Все щетинки (сеты) простые.
.